# Wine of Youth
Wine of Youth is een Amerikaanse filmkomedie uit 1924 onder regie van King Vidor. Destijds werd de film uitgebracht onder de titel De naakte waarheid.

## Verhaal
In de familie van Mary Hollister is het de traditie om zo snel mogelijk te huwen en kinderen te krijgen. Twee mannen willen dolgraag met haar trouwen, maar Mary kan maar geen keuze maken tussen de zachtaardige Lynn en opvliegende Hal. Na enkele incidenten weet ze niet meer zeker van of ze eigenlijk wel wil trouwen.

## Rolverdeling
| Acteur              | Personage             |
| ------------------- | --------------------- |
| Eleanor Boardman    | Mary Hollister        |
| James Morrison      | Clinton (1870)        |
| Johnnie Walker      | William (1870)        |
| Niles Welch         | Robert (1897)         |
| Creighton Hale      | Richard (1897)        |
| Ben Lyon            | Lynn Talbot           |
| William Haines      | Hal Martin            |
| William Collier jr. | Max Cooper            |
| Pauline Garon       | Tish Tatum            |
| Eulalie Jensen      | Moeder Mary Hollister |
| E.J. Ratcliffe      | Vader John Hollister  |
| Gertrude Claire     | Grootmoeder Mary      |
| Robert Agnew        | Bobby Hollister       |
| Lucille Hutton      | Anne                  |
| Virginia Lee Corbin | Jonge vrouw           |
| Anne Sheridan       | Jonge vrouw           |
| Sidney De Gray      | Arts                  |